# Кучность боя оружия
Кучность боя оружия, кучность стрельбы — свойство оружия группировать точки попадания (падения, разрывов) пуль, снарядов (ракет, и иных) на некоторой ограниченной площади. 
Один из основных показателей качества оружия. Определение понятия «кучность боя оружия» может формулироваться по-разному, в зависимости от области применения и способа применения. Данное понятие широко используется в стрелковом оружии, авиации, артиллерии и метательном оружии. Также используется для описания свойств боеприпасов.

## Различие понятий
В стрелковом оружии кучность стрельбы — это способность оружия поражать цели при одиночной и автоматической стрельбе, главным критерием при этом является не меткость оружия, а совокупное расстояние между каждым последующим попаданием в мишень. Чем оно ниже, тем соответственно выше кучность стрельбы. Стоит учесть, что данная оценка особенно объективна для станкового оружия, но при этом не полностью достоверна при ведении огня стрелком, поэтому может оцениваться только среднестатистически. С целью устранения человеческого фактора используют стрельбу со станка — массивного держателя, не дающего оружию перемещаться во время выстрела.
В авиации и артиллерии кучность стрельбы — определение совокупно и схоже тому, что применимо к стрелковом оружию, но при этом также учитываются свойства боевого припаса.
В метательном оружии кучность стрельбы — способность метательного оружия группировать точки попаданий при стрельбе на одинаковых установках прицела.
В свойствах боеприпаса кучность стрельбы — способность поражать выделенный участок полигона одним или группой боеприпасов с наличием различных способов поражения: осколков, шрапнели, кассетных бомб и так далее. При таком способе основным критерием оценки является расстояние разброса снарядов и их отдельных частей относительно точки попадания и их равноудалённость от неё, а также плотность покрытия поражающими элементами периметра испытаний.
Высокая кучность стрельбы одинаково необходима при стрельбе не только из боевого, но и из охотничьего оружия: наряду с меткостью эти характеристики влияют на вероятность попадания в цель с первого выстрела. Для характеристики кучности используется величина RN — радиус окружности, в которую укладывается N % попаданий из серии выстрелов (т.е. R100 — радиус окружности, в который приходится 100% попаданий).

## Качество оружия
Кучность стрельбы — двойственный термин. С одной стороны, в предположении, что оружие работает идеально, это показатель качества работы стрелка. Даже при сбитом прицеле хороший стрелок продемонстрирует отменную кучность. С другой стороны — это характеризует качество самого оружия. Свойство оружия группировать точки попадания пуль, снарядов, ракет, и тому подобное, ближе друг к другу при стрельбе на одинаковых установках прицела — это кучность. Чем ближе лежат результаты попаданий к центру мишени, тем выше меткость стрельбы.
Оружие, не обладающее кучностью стрельбы со станка, в принципе невозможно пристрелять. То есть снайперскую винтовку с хорошей кучностью, не попадающую в 5 см круг со 100 м, можно отъюстировать, а охотничье ружьё 12 калибра с круглой пулей в аналогичной ситуации никогда не будет уверенно поражать мишень.
Кучность стрельбы винтовок может измеряться с помощью Карты Кучности.